# FBI Academy
Az FBI Academy az amerikai Szövetségi Nyomozóiroda kiképző-, és kutatóközpontja, ami Stafford megye Quantico településének közelében található. 1972. május 7-én nyílt meg, egy 156 hektáros erdős területen, ahova a civil népesség nem léphet be. Az akadémia fő célja az volt, hogy betanítsa és kiképezze az FBI új ügynökeit, miután azok 1933-ben jogosultak lettek letartóztatásra és fegyvertartásra. Mivel akkor az FBI-nak szüksége volt a felfegyverzett ügynökök kiképzésére, a tengerészgyalogság engedélyt adott a Quanticó-i lőtér használatára. Miután az FBI kinőtte a lőteret, megkapták az engedélyt, hogy felépítsék saját épületeiket a bázison. Az idő elteltében az épület kapott egy teljes új szárnyat, étkezdét és pincét is. De ez még mindig nem volt elég.
1965-ben az FBI engedélyt kapott egy új épületkomplexum felépítésére Quantacó-ban és 1969-ben meg is kezdték az építkezéseket. 1972-ben nyitott meg több, mint két tucat tanteremmel, nyolc konferenciateremmel, egy nagy előadóterem, egy edzőterem, egy uszoda, egy könyvtár és egy új lőtér. Az FBI ennek köszönhetően meg tudta növelni kiképzett ügynökeinek számát.
Az ügynökök edzése mellett különleges ügynököket, hírszerzési elemzőket, a Drug Enforcement Administration ügynökeit és külföldi partnereket is képeznek itt.
Az akadémia napjainkban 221 hektárt fed le, az amerikai tengerészgyalogság bázisán. 36 mérföldre van Washingtontól. Az akadémiára való jelentkezéshez 23 és 37 éves kor között kell lennie a leendő ügynöknek és rendelkeznie kell amerikai állampolgársággal és alapfokú egyetemi képzéssel.

## Kiképző létesítmények
Olyan csapatok, mint a Hostage Rescue Team (HRT), Evidence Response Teams (ERT), a Special Weapons and Tactics (SWAT) és több, mint ezer rendőrségi vezető kiképzése történik az FBI akadémiáján. A helyszínen építettek egy vízi edzőközpontot is, amit mind az új FBI-ügynökök, mind a HRT kihasznál. Olyan óráik is vannak, ahol vízi túlélésre, állóképességre és csapatmunkára koncentrálnak.